# Albert Sulon
Albert Sulon est un footballeur belge né le 3 avril 1938 et mort le 29 juin 2020.

## Biographie
Albert Sulon est défenseur au Royal FC Liégeois, alors que son frère jumeau Gérard est attaquant dans la même équipe. Il a joué 143 matchs et marqué un but en Division 1 avec les Sang & Marine.
Tout comme son jumeau Gérard, il est International à six reprises de 1965 à 1967.
En 1968, il part jouer en Division 2, au Royal Tilleur FC où il termine sa carrière.

## Palmarès
- International belge de 1965 à 1967 (6 sélections)
- Vice-champion de Belgique en 1959 avec le RFC Liège